# Daniela Carneiro
Daniela Moté de Souza Carneiro, née le 10 février 1976 à Italva, plus connue sous le nom de Daniela do Waguinho, est une éducatrice et femme politique brésilienne affiliée à Union Brésil.

## Biographie
Elle est mariée à l'actuel maire de Belford Roxo, Wagner dos Santos Carneiro, alias Waguinho, et est mère de deux enfants : Nathan et Callebe.
Entre février 2017 et mars 2018, elle occupe le poste de secrétaire à l'aide sociale et à la citoyenneté de Belford Roxo sous le gouvernement de son mari.
Lors des élections générales brésiliennes de 2018, elle est élue au mandat de députée fédérale de Rio de Janeiro, devenant la membre la plus votée de son parti dans l'État, le Mouvement démocratique brésilien, et la députée la plus votée de Belford Roxo, avec 136 286 voix,.

## Performance électorale
| An   | Élection               | Candidate à    | Parti                            | Coalition                          | Voix    | %      | Résultat |
| ---- | ---------------------- | -------------- | -------------------------------- | ---------------------------------- | ------- | ------ | -------- |
| 2018 | État de Rio de Janeiro | Député fédéral | Mouvement démocratique brésilien | O Rio Quer Paz (DEM, MDB, PP, PTB) | 136 286 | 1,93 % | Élue     |